# Dustan Taylor
Dustan Taylor (Shawnee, 1 de octubre de 1992) es un deportista estadounidense que compite en tiro, en la modalidad de tiro al plato. En los Juegos Panamericanos de 2023 obtuvo una medalla de bronce en la prueba de skeet mixto.

## Palmarés internacional
| Juegos Panamericanos | Juegos Panamericanos | Juegos Panamericanos | Juegos Panamericanos |
| Año                  | Lugar                | Medalla              | Prueba               |
| -------------------- | -------------------- | -------------------- | -------------------- |
| 2023                 | Santiago (Chile)     | Medalla de bronce    | Skeet mixto          |